# ULAF League One 2020
La ULAF League One 2020 è  il campionato di football americano di secondo livello, organizzato dalla ULAF.
Il torneo avrebbe dovuto essere disputato in primavera ma è stato riviato a causa della pandemia di COVID-19 del 2019-2021.
A seguito della cancellazione della Superleague a causa della pandemia di COVID-19 del 2019-2021 è il campionato di più alto livello ad essere disputato in Ucraina.

## Squadre partecipanti
| Club                   | Città     | Stadio | Sponsor ufficiale | Risultato nella stagione 2020 |
| ---------------------- | --------- | ------ | ----------------- | ----------------------------- |
| Azov Dolphins Mariupol | Mariupol' |        |                   |                               |
| Kharkiv Atlantes       | Charkiv   |        |                   |                               |
| Kiev Capitals          | Kiev      |        |                   |                               |
| Kiev Patriots          | Kiev      |        |                   |                               |
| Kiev Slavs             | Kiev      |        |                   |                               |
| Mykolaiv Vikings       | Mykolaïv  |        |                   |                               |
| Spartans Dnepr         | Dnipro    |        |                   |                               |
| Vinnytsia Wolves       | Vinnycja  |        |                   |                               |
| Zhytomyr Bisons        | Žytomyr   |        |                   |                               |

## Stagione regolare

### Calendario

#### 1ª giornata
| Kiev 5 settembre 2020 | Kiev Slavs | 18 – 24 referto | Mykolaiv Vikings |  |

| Dnipro 6 settembre 2020 | Spartans Dnepr | 0 – 33 referto | Azov Dolphins Mariupol |  |

| Kiev 6 settembre 2020 | Kiev Patriots | 17 – 15 referto | Vinnytsia Wolves |  |

#### 2ª giornata
| Charkiv 12 settembre 2020 | Kharkiv Atlantes | 39 – 0 referto | Azov Dolphins Mariupol |  |

| Kiev 12 settembre 2020 | Kiev Capitals | 30 – 14 referto | Kiev Slavs |  |

| Vinnycja 12 settembre 2020 | Vinnytsia Wolves | 58 – 0 referto | Zhytomyr Bisons |  |

#### 3ª giornata
| Dnipro 19 settembre 2020 | Spartans Dnepr | 0 – 41 referto | Kharkiv Atlantes |  |

| Mykolaïv 19 settembre 2020 | Mykolaiv Vikings | 8 – 48 referto | Kiev Capitals |  |

| Žytomyr 20 settembre 2020 | Zhytomyr Bisons | 0 – 42 referto | Kiev Patriots |  |

### Classifiche
Le classifiche della regular season sono le seguenti:
- PCT = percentuale di vittorie, G = partite giocate, V = partite vinte, P = partite perse, PF = punti fatti, PS = punti subiti

#### Divisione Est
| Pos. | Squadra                | PCT   | G | V | N | P | PF | PS |
| ---- | ---------------------- | ----- | - | - | - | - | -- | -- |
| 1    | Kharkiv Atlantes       | 1.000 | 2 | 2 | 0 | 0 | 80 | 0  |
| 2    | Azov Dolphins Mariupol | .500  | 2 | 1 | 0 | 1 | 33 | 39 |
| 3    | Spartans Dnepr         | .000  | 2 | 0 | 0 | 2 | 0  | 74 |

#### Divisione Centro
| Pos. | Squadra          | PCT   | G | V | N | P | PF | PS |
| ---- | ---------------- | ----- | - | - | - | - | -- | -- |
| 1    | Kiev Capitals    | 1.000 | 2 | 2 | 0 | 0 | 78 | 22 |
| 2    | Mykolaiv Vikings | .500  | 2 | 1 | 0 | 1 | 32 | 66 |
| 3    | Kiev Slavs       | .000  | 2 | 0 | 0 | 2 | 32 | 54 |

#### Divisione Ovest
| Pos. | Squadra          | PCT   | G | V | N | P | PF | PS  |
| ---- | ---------------- | ----- | - | - | - | - | -- | --- |
| 1    | Kiev Patriots    | 1.000 | 2 | 2 | 0 | 0 | 59 | 15  |
| 2    | Vinnytsia Wolves | .500  | 2 | 1 | 0 | 1 | 73 | 17  |
| 3    | Zhytomyr Bisons  | .000  | 2 | 0 | 0 | 2 | 0  | 100 |

## Playoff

### Tabellone
|  | Quarti di finale       | Quarti di finale       | Quarti di finale |                  |                  | Semifinali       | Semifinali | Semifinali |  |  | Finale | Finale | Finale |  |
|  |                        |                        |                  |                  |                  |                  |            |            |  |  |        |        |        |  |
|  | Kiev Patriots          | Kiev Patriots          | 36               |                  |                  |                  |            |            |  |  |        |        |        |  |
|  | Kiev Patriots          | Kiev Patriots          | 36               |                  |                  |                  |            |            |  |  |        |        |        |  |
|  | Mykolaiv Vikings       | Mykolaiv Vikings       | 21               |                  |                  |                  |            |            |  |  |        |        |        |  |
|  | Mykolaiv Vikings       | Mykolaiv Vikings       | 21               |                  | Kiev Patriots    | Kiev Patriots    | 0          |            |  |  |        |        |        |  |
|  |                        |                        |                  |                  | Kiev Patriots    | Kiev Patriots    | 0          |            |  |  |        |        |        |  |
|  |                        |                        | Kharkiv Atlantes | Kharkiv Atlantes | 28               |                  |            |            |  |  |        |        |        |  |
|  | Kharkiv Atlantes       | Kharkiv Atlantes       | Kharkiv Atlantes | Kharkiv Atlantes | 28               | 56               |            |            |  |  |        |        |        |  |
|  | Kharkiv Atlantes       | Kharkiv Atlantes       |                  |                  |                  |                  |            |            |  |  |        |        |        |  |
|  | Kiev Slavs             | Kiev Slavs             | 14               |                  |                  |                  |            |            |  |  |        |        |        |  |
|  | Kiev Slavs             | Kiev Slavs             | 14               |                  | Kharkiv Atlantes | Kharkiv Atlantes | 6          |            |  |  |        |        |        |  |
|  |                        |                        |                  |                  |                  |                  |            |            |  |  |        |        |        |  |
|  |                        |                        | Kiev Capitals    | Kiev Capitals    | 20               |                  |            |            |  |  |        |        |        |  |
|  | Kiev Capitals          | Kiev Capitals          | Kiev Capitals    | Kiev Capitals    | 20               | 60               |            |            |  |  |        |        |        |  |
|  | Kiev Capitals          | Kiev Capitals          |                  |                  |                  |                  |            |            |  |  |        |        |        |  |
|  | Spartans Dnepr         | Spartans Dnepr         | 0                |                  |                  |                  |            |            |  |  |        |        |        |  |
|  | Spartans Dnepr         | Spartans Dnepr         | 0                |                  | Kiev Capitals    | Kiev Capitals    | 26         |            |  |  |        |        |        |  |
|  |                        |                        |                  |                  | Kiev Capitals    | Kiev Capitals    | 26         |            |  |  |        |        |        |  |
|  |                        |                        | Vinnytsia Wolves | Vinnytsia Wolves | 6                |                  |            |            |  |  |        |        |        |  |
|  | Azov Dolphins Mariupol | Azov Dolphins Mariupol | Vinnytsia Wolves | Vinnytsia Wolves | 6                | 0                |            |            |  |  |        |        |        |  |
|  | Azov Dolphins Mariupol | Azov Dolphins Mariupol |                  |                  |                  |                  |            |            |  |  |        |        |        |  |
|  | Vinnytsia Wolves       | Vinnytsia Wolves       | 18               |                  |                  |                  |            |            |  |  |        |        |        |  |

### Quarti di finale
| Charkiv 26 settembre 2020 | Kharkiv Atlantes | 56 – 14 referto | Kiev Slavs |  |

| Kiev 27 settembre 2020 | Kiev Capitals | 60 – 0 referto | Spartans Dnepr |  |

| Kiev 27 settembre 2020 | Kiev Patriots | 36 – 21 referto | Mykolaiv Vikings |  |

| Dnipro 27 settembre 2020 | Azov Dolphins Mariupol | 0 – 18 referto | Vinnytsia Wolves |  |

### Semifinali
| Kiev 10 ottobre 2020 | Kiev Patriots | 0 – 28 (0-6 0-8 0-14 0-0) referto | Kharkiv Atlantes |  |

| Kiev 11 ottobre 2020 | Kiev Capitals | 26 – 6 (6-0 6-0 0-6 14-0) referto | Vinnytsia Wolves | Stadion NUOU im. Ivana Černjachovskogo |

### Finale
| Charkiv 24 ottobre 2020 | Kharkiv Atlantes | 6 – 20 (0-6 0-14 0-0 6-0) referto | Kiev Capitals |  |

## Verdetti
- Kiev Capitals Campioni di Ucraina 2020